# Jacques Lacarrière (hockey sur glace)
Pour l’article homonyme, voir Jacques Lacarrière.
Temple de la renommée de l'IIHF : 1998
Temple de la renommée français : 2008
Jacques Lacarrière (12 septembre 1906 à Noyon - 28 juillet 2005 à Paris) est un joueur de hockey sur glace et un dirigeant du hockey sur glace français. Il était le père de Philippe Lacarrière et Thierry Lacarrière, qui ont également eu une carrière dans le hockey sur glace.

## Carrière de joueur
- 5 fois Champion de Paris
- 3 fois Champion de France avec le Club des Français Volants.
- 2 participations aux jeux olympiques d'hiver (Saint-Moritz en 1928 et ceux de Garmisch-Partenkirchen en 1936)
- 5 participations au championnat du monde de hockey sur glace (de 1930 à 1937)[3]
- 53 fois sélectionné en équipe de France dont 28 fois comme capitaine[4]

## Carrière de dirigeant
- 25 participations aux congrès de la Ligue internationale de hockey sur glace (L.I.H.G.), devenue aujourd’hui la Fédération internationale de hockey sur glace, de 1947 à 1964.
- 14 participations aux Championnats du Monde dont dix fois comme membre du directoire et une fois comme Président du Comité d’organisation (Paris 1951)
- 6 participations aux Jeux Olympiques dont 3 fois comme membre du directoire et une fois comme membre du comité d’organisation (Grenoble 1968).
- Créateur du Club des Français Volants de Paris en 1933[4]
- Réalisateur de la patinoire fédérale de Boulogne-Billancourt, inaugurée en 1955
- Membre de la Fédération française de hockey sur glace depuis 1933
- Vice-président de la Fédération française des sports de glace (FFSG)
- Secrétaire Général de la Fédération française des sports de glace (FFSG)
- Président du Comité national de hockey sur glace de 1945 à 1960 (CNHG)
- Président du Comité de hockey sur glace de la ligue Ile de France des sports de glace

## Honneurs reçus

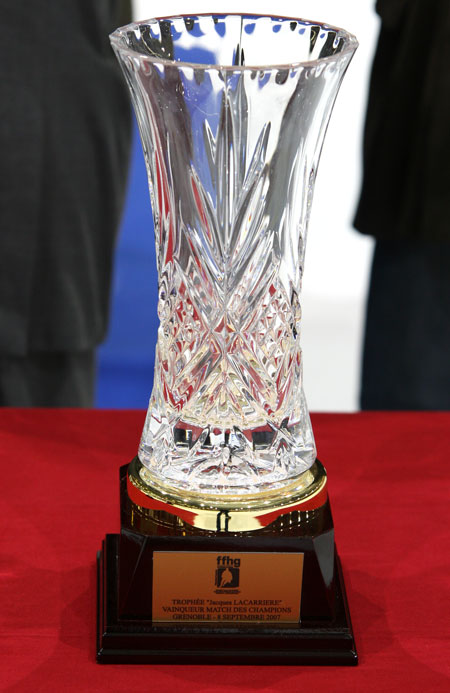
Trophée Jacques Lacarrière

- Introduit au temple de la renommée de l'IIHF en 1998[3]
- Introduit au Temple de la renommée du hockey français en 2008[5]
- Chevalier dans l'Ordre national du Mérite
- Élu au sein de la 15e promotion des Gloire du sport (institution rendant hommage aux champions, dirigeants et journalistes qui ont illustré et servi le sport français)[6].
- Le trophée récompensant le vainqueur du Match des Champions porte son nom.